# Cédric Barbosa
Cédric Barbosa (Aubenas, 6 marzo 1976) è un ex calciatore francese, di ruolo centrocampista.